# Кирил Качаманов
Кирил Качаманов е бивш български футболист, състезавал се е на поста централен защитник.
Роден е на 20 април 1965 година в София. Започва да тренира футбол в ЦСКА, където негов треньор е Аспарух Никодимов. През 1987 година става национален шампион с юношеския отбор, а през 1989 и 1990 година с основния отбор на ЦСКА. През 1990 година преминава в „Славия“, където отново е шампион през 1996 година, а след като прекратява състезателната си кариера е помощншк-треньор и старши треньор.